# Taloga
Taloga ist eine Kleinstadt (Town) und County Seat im Dewey County des US-Bundesstaats Oklahoma. Das U.S. Census Bureau hat bei der Volkszählung 2020 eine Einwohnerzahl von 288 ermittelt.

## Geographie
Taloga liegt am U.S. Highway 183, etwa zwei Kilometer südlich des Canadian River. Die Gemeindefläche beträgt 1,3 km2, sie liegt in einer mittleren Höhe von 521 m.

## Demografische Daten
Taloga hatte bei der Volkszählung 2000 372 Einwohner und 147 Haushalte. 98 Familien lebten in der Stadt. Die Bevölkerungsdichte war 287,3 Einwohner/km². Es gab 185 Wohngebäude. 94,09 % der Bevölkerung waren Weiße, 0,81 % Afroamerikaner, 2,69 % Indianer, 1,61 % sonstige und 0,81 % von zwei oder mehr Bevölkerungsgruppen. Hispanics/Latinos jedweder Bevölkerungsgruppe hatten einen Anteil von 6,18 % der Bevölkerung.
In 29,3 % der 147 Haushalte lebten Kinder unter 18 Jahren, in 59,2 % verheiratete Paare. In 5,4 % der Haushalte lebte eine alleinerziehende Frau und 33,3 % der Haushalte bestanden nicht aus Familien. In 31,3 % lebten Singles und in 16,3 % der Haushalte war mindestens ein Bewohner 65 Jahre alt oder älter. Die durchschnittliche Haushaltsgröße war 2,44 Personen und die durchschnittliche Familiengröße 3,1.
In der Stadt waren 26,6 % der Einwohner jünger als 18, 6,5 % zwischen 18 und 24 Jahren alt, 27,2 % zwischen 25 und 44, 24,7 % zwischen 45 und 64 und 15,1 % 65 Jahre oder älter. Der Medianwert des Alters betrug 40 Jahre. Auf 100 weibliche Einwohner kamen 96,8 männliche. Auf 100 weibliche Einwohner, die 18 oder älter war, kamen 96,4 Männer.
Das Medianeinkommen eines Haushaltes lag bei 33.281 US-Dollar, das Medianeinkommen einer Familie bei 38.750 US-Dollar.
Männer hatten ein Medianeinkommen von 27.083 US-Dollar im Vergleich zu 21.875 US-Dollar bei Frauen.
Das Pro-Kopf-Einkommen betrug durchschnittlich 16.343 US-Dollar. 6,8 % der Familien und 11,5 % der Einwohner lebten unter der Armutsgrenze, davon waren 12,7 % unter 18 Jahren und 6,5 % 65 Jahre oder älter.

## Geschichte und Wirtschaft
Nach der Öffnung des Cheyenne-Arapaho-Reservates für nicht-indianische Siedler im April 1892 wurde die Siedlung gegründet. Laut der Encyclopedia of Oklahoma History and Culture ist der Stadtname indianischen Ursprungs und bedeutet entweder „schönes Tal“ oder „wiegendes Wasser“. 1898 lebten bereits mehrere hundert Einwohner in der Stadt. Nach einem ersten Gerichtsgebäude (errichtet 1901) wurde 1925 ein neues Gerichtsgebäude gebaut, das 2016 wegen Baufälligkeit durch ein neues Gerichtsgebäude ersetzt wurde.
Seit 1901 gibt es in Taloga eine Schule, in der 2005 von der Vorschule bis zur 12. Klasse 131 Schüler unterrichtet wurden.
In den 1920er Jahren begann in der Umgebung die Erschließung von Erdölvorkommen. Die Produktion von Erdöl und Gas trug ab den 1950er Jahren zum Wohlstand des Ortes bei. Im Umkreis von 50 Kilometern um Taloga befinden sich zudem mehrere Windparks mit einer Gesamtleistung von mehr als 656 MW: „Crossroads“ (228 MW, 40 km bzw. 8 km nordöstlich) „Taloga“ (130 MW, 15 km südlich), „Seiling“ und „Seiling 2“ (299 MW, 35 km nordöstlich) Weiterhin ist die Landwirtschaft ein wichtiger Wirtschaftszweig.

## Sehenswürdigkeiten
Hinter dem Gerichtsgebäude befindet sich das Dewey County Jail Museum. Das Gebäude wurde von 1922 bis 1981 als Gefängnis benutzt.

## Söhne und Töchter
- Jordy Mercer, Baseballspieler

## Trivia
Laut den Chronicles of Oklahoma, Volume 3, No. 4 registrierten sich bei der Gründung der Siedlung im April 1892 fast alle Mitglieder der „Dalton-Gang“ unter falschen Namen für die Zuteilung von Grundstücken.